# Joachim Meisner
Joachim Meisner (ur. 25 grudnia 1933 we Wrocławiu-Leśnicy, zm. 5 lipca 2017 w Bad Füssing) – niemiecki duchowny rzymskokatolicki, biskup pomocniczy administratury apostolskiej Erfurt-Meiningen w latach 1975–1980, biskup diecezjalny Berlina w latach 1980–1988, arcybiskup metropolita Kolonii w latach 1988–2014, kardynał prezbiter od 1983.

## Życiorys
Studiował w seminarium w Magdeburgu i Erfurcie oraz na Wydziale Teologicznym w Neuzelle (ówczesna archidiecezja wrocławska). Święcenia kapłańskie przyjął 22 grudnia 1962. Pracował jako duszpasterz w Heilbad Heiligenstadt i Erfurcie, koordynował także prace Caritas.
W marcu 1975 został mianowany biskupem pomocniczym administratury apostolskiej Erfurt-Meiningen i biskupem tytularnym Viby. Sakrę biskupią przyjął 17 maja 1975 z rąk Hugona Aufderbecka, administratora apostolskiego Erfurtu-Meiningen. W administraturze pełnił funkcję wikariusza generalnego.
W kwietniu 1980 został przeniesiony na stanowisko biskupa diecezjalnego Berlina. W lutym 1983 papież Jan Paweł II wyniósł go do godności kardynalskiej, nadając tytuł prezbitera bazyliki św. Pudencjany. 20 grudnia 1988 został arcybiskupem metropolitą Kolonii.
Brał udział w kolejnych sesjach Światowego Synodu Biskupów w Watykanie (w tym II specjalnej sesji poświęconej Kościołowi Europy w październiku 1999, gdzie pełnił funkcję prezydenta-delegata), wchodził w skład sekretariatu generalnego Synodu, a także Komisji Kardynalskiej ds. Badania Organizacyjnych i Ekonomicznych Problemów Stolicy Świętej (od 1995). Kilkakrotnie reprezentował Jana Pawła II na uroczystościach religijnych, m.in. w lutym 2005 w Helsinkach na obchodach 850-lecia przybycia do Finlandii biskupa misyjnego św. Henryka oraz 50-lecia ustanowienia diecezji helsińskiej.
Uczestnik konklawe 2005 i konklawe 2013 roku. 25 grudnia 2013 w związku z ukończeniem 80 lat utracił prawo udziału w konklawe.
28 lutego 2014 papież Franciszek przyjął jego rezygnację z obowiązków arcybiskupa metropolity Kolonii. Zmarł 5 lipca 2017 podczas urlopu wypoczynkowego w Bad Füssing.

## Ordery i wyróżnienia
W 2012 „w uznaniu wybitnych zasług w rozwijaniu polsko-niemieckiej współpracy, za działalność na rzecz ratowania zabytków kultury i sztuki w Polsce, za zaangażowanie w proces polsko-niemieckiego pojednania” postanowieniem prezydenta Bronisława Komorowskiego został odznaczony Krzyżem Wielkim Orderu Zasługi Rzeczypospolitej Polskiej. W 1998 roku został odznaczony Orderem Lwa Białego III klasy.
Przyznano mu tytuł doktora honoris causa Papieskiego Wydziału Teologicznego we Wrocławiu (1996) i Katolickiego Uniwersytetu Lubelskiego (2005).